# الخالدية (زغرتا)
الخالدية هي إحدى القرى اللبنانية من قرى قضاء الضنية في محافظة الشمال.